# Microgaster nigricornis
Microgaster nigricornis är en stekelart som beskrevs av Motschoulsky 1863. Microgaster nigricornis ingår i släktet Microgaster och familjen bracksteklar. Inga underarter finns listade i Catalogue of Life.